# Gamasiphis novipulchellus
Gamasiphis novipulchellus är en spindeldjursart som beskrevs av Ma och Yin 1998. Gamasiphis novipulchellus ingår i släktet Gamasiphis och familjen Ologamasidae. Inga underarter finns listade i Catalogue of Life.